# Wei shidai zhi lian
Wei shidai zhi lian (微時代之戀T, 微时代之恋S, Wēi shídài zhī liànP; conosciuta anche come The Micro Era of Love o V Love) è una serie televisiva cinese trasmessa su QQLive dal 21 luglio all'11 settembre 2014.

## Trama
Alcuni amici che vivono nella generazione dei social network lottano per trovare l'amore e la felicità mentre compiono i primi passi nel mondo dopo aver finito l'università.

## Personaggi

### Personaggi principali
- Ying Dong (Kaiser), interpretato da Gao Weiguang.
È il figlio di un multimilionario.
- Han Dingyi, interpretato da Zhang Shanshan.
- Hua Youxi, interpretato da Zhang Yunlong.
- Wu Anpo (Amber), interpretata da Dilraba Dilmurat.
È la figlia di un magnate alberghiero e una delle ragazze più belle dell'università. È innamorata di Ying Dong.
- Wan Jia, interpretata da Xiao Yuyu.
Studia arte all'università.
- Kang Weiwei, interpretata da Li Sierra.
È un'amica di Wan Jia molto popolare tra i ragazzi.
- Kang Zirui, interpretato da Bian Yu.
È il fratello di Weiwei.
- Meibao (Mabel), interpretata da Yang Chengcheng.
È una cheerleader dell'università che lavora al bar.

### Personaggi secondari
- Luo Yi, interpretata da Yang Mi.
È un'attrice e primo amore di Ying Dong.
- Hua Sanmao, interpretato da Shawn Yue.
È uno chef.
- Aidi (Eddie), interpretata da Tan Weiwei.
- Ye Feifei, interpretata da You Bichang.
- Gao Qi, interpretata da Monica Chan.
È la madre di Anpo.
- Oh Hui, interpretato da Kim Bum.
È il proprietario di una catena di ristoranti.
- Han Xuewei, interpretato da Wang Zhifei.
- Ding Xiaorou (Sunnie), interpretata da Zhang Zixuan.